# Danilo Barbosa da Silva
Danilo Barbosa da Silva (Simões Filho, 28 febbraio 1996) è un calciatore brasiliano, centrocampista dell'Al-Ula.

## Caratteristiche tecniche
È un centrocampista difensivo.

## Carriera

### Club
Nell'agosto 2022, il Botafogo ha annunciato la firma di Danilo Barbosa con un contratto fino al 2025.
Nel marzo 2024, il Corinthians ha espresso il desiderio di ingaggiare il centrocampista del Botafogo e ha offerto in cambio l'attaccante Gustavo Mosquito. I negoziati non sono andati avanti.

### Nazionale
È stato convocato dal Brasile per disputare i Mondiali Under-20 2015, competizione nella quale i verdeoro si classificano al secondo posto, venendo sconfitti per 2-1 in finale dalla Serbia dopo i tempi supplementari. Danilo viene insignito del Pallone d'argento come secondo miglior giocatore del torneo, alle spalle di Adama Traoré.

## Statistiche

### Presenze e reti nei club
Statistiche aggiornate al 21 febbraio 2025.
| Stagione        | Squadra         | Campionato      | Campionato | Campionato | Coppe nazionali | Coppe nazionali | Coppe nazionali | Coppe continentali | Coppe continentali | Coppe continentali | Altre coppe | Altre coppe | Altre coppe | Totale | Totale |
| Stagione        | Squadra         | Comp            | Pres       | Reti       | Comp            | Pres            | Reti            | Comp               | Pres               | Reti               | Comp        | Pres        | Reti        | Pres   | Reti   |
| --------------- | --------------- | --------------- | ---------- | ---------- | --------------- | --------------- | --------------- | ------------------ | ------------------ | ------------------ | ----------- | ----------- | ----------- | ------ | ------ |
| gen.-giu. 2014  | Vasco da Gama   | A1/RJ+B         | 3+3        | 0          | CB              | 3               | 0               | -                  | -                  | -                  | -           | -           | -           | 9      | 0      |
| 2014-2015       | Braga           | PL              | 23         | 2          | CP+CdL          | 4+1             | 0               | -                  | -                  | -                  | -           | -           | -           | 28     | 2      |
| 2015-2016       | Valencia        | PD              | 19         | 0          | CR              | 6               | 0               | UCL+UEL            | 5+4                | 0                  | -           | -           | -           | 34     | 0      |
| 2016-gen. 2017  | Benfica         | PL              | 2          | 0          | CP+CdL          | 3+0             | 1               | UCL                | -                  | -                  | SP          | -           | -           | 5      | 1      |
| gen.-giu. 2017  | Standard Liegi  | D1              | 6          | 0          | CB              | -               | -               | -                  | -                  | -                  | -           | -           | -           | 6      | 0      |
| 2017-2018       | Braga           | PL              | 31         | 4          | CP+CdL          | 1+4             | 0               | UEL                | 10                 | 0                  | -           | -           | -           | 46     | 4      |
| Totale Braga    | Totale Braga    | Totale Braga    | 54         | 6          |                 | 10              | 0               |                    | 10                 | 0                  |             | -           | -           | 74     | 6      |
| 2018-2019       | Nizza           | L1              | 22         | 0          | CF+CdL          | 0+2             | 0               | -                  | -                  | -                  | -           | -           | -           | 24     | 0      |
| 2019-2020       | Nizza           | L1              | 16         | 0          | CF+CdL          | 3+1             | 1+0             | -                  | -                  | -                  | -           | -           | -           | 20     | 1      |
| 2020-mar. 2021  | Nizza           | L1              | 4          | 0          | CF              | 0               | 0               | UEL                | 1                  | 0                  | -           | -           | -           | 5      | 0      |
| 2021            | Palmeiras       | A1/SP+A         | 8+15       | 0          | CB              | 0               | 0               | CL                 | 7                  | 1                  | SB+RS       | 0           | 0           | 30     | 1      |
| gen.-giu. 2022  | Nizza           | L1              | 1          | 0          | CF              | 0               | 0               | -                  | -                  | -                  | -           | -           | -           | 1      | 0      |
| Totale Nizza    | Totale Nizza    | Totale Nizza    | 43         | 0          |                 | 6               | 1               |                    | 1                  | 0                  |             | -           | -           | 50     | 1      |
| ago.-dic. 2022  | Botafogo        | A/RJ+A          | 0+6        | 0          | CB              | -               | -               | -                  | -                  | -                  | -           | -           | -           | 6      | 0      |
| 2023            | Botafogo        | A/RJ+A          | 8+23       | 0+3        | CB              | 3               | 1               | CS                 | 8                  | 0                  |             | -           | -           | 42     | 4      |
| 2024            | Botafogo        | A/RJ+A          | 8+25       | 0+3        | CB              | 3               | 0               | CS                 | 12                 | 0                  | CInt        | 0           | 0           | 48     | 3      |
| 2025            | Botafogo        | A/RJ+A          | 3+0        | 0          | CB              | 0               | 0               | CL                 | 0                  | 0                  | SB+RS       | 0+1         | 0           | 4      | 0      |
| Totale Botafogo | Totale Botafogo | Totale Botafogo | 19+54      | 0+6        |                 | 6               | 1               |                    | 20                 | 0                  |             | 1           | 0           | 100    | 7      |
| Totale carriera | Totale carriera | Totale carriera | 226        | 12         |                 | 34              | 3               |                    | 47                 | 1                  |             | 1           | 0           | 308    | 16     |

## Palmarès

### Club

#### Competizioni nazionali
- Supercoppa di Portogallo: 1

Benfica: 2016
- Campionato brasiliano: 1

Botafogo: 2024

#### Competizioni internazionali
- Coppa Libertadores: 2

Palmeiras: 2021
Botafogo: 2024

### Nazionale
- Torneo di Tolone: 1

Tolone 2013

### Individuale
- Pallone d'argento del campionato mondiale Under-20: 1

Nuova Zelanda 2015